# Allievo ufficiale di coperta

Grado su tubolare per
allievo ufficiale di coperta
della Marina mercantile italiana.

Quello di allievo ufficiale di coperta (in inglese: deck cadet, cadet officer) è sia una qualifica professionale, sia un grado della gerarchia di bordo delle navi della marina mercantile.

## Accesso e sviluppo di carriera
Esso rappresenta, tra i vari gradi esistenti nello stato maggiore della nave, il primo gradino della scala gerarchica di bordo, la quale, a norma del Codice della navigazione, prevede nella sezione coperta di una nave, avente stazza lorda minima di 500 GT (può essere imbarcato pure su imbarcazioni di stazzatura inferiore ma la navigazione svolta non farebbe punteggio per il raggiungimento del titolo professionale di ufficiale di coperta), di qualunque fattispecie, i seguenti gradi:
1. comandante
2. primo ufficiale di coperta
3. secondo ufficiale di coperta
4. terzo ufficiale di coperta
5. allievo ufficiale di coperta

Su navi da passeggeri o da crociera di stazza lorda superiore a 20.000 GT viene imbarcato anche il comandante in seconda.
Le qualifiche dello stato maggiore di coperta per poter occupare le posizioni nei vari gradi di bordo, sono quelle di cui agli ultimi aggiornamenti avvenuti in attuazione della Convenzione Internazionale IMO STCW, come emendata nel 1995 e che qui di seguito sono elencati: 
1. allievo ufficiale di coperta
2. ufficiale di coperta
3. primo ufficiale di coperta
4. comandante

L'allievo ufficiale di coperta, secondo quanto stabilito dal D.M. 30 novembre 2007 al Titolo II, riguardante "Qualifiche e abilitazioni di coperta", coadiuva gli ufficiali di navigazione nell’esplicazione dei servizi ad essi attribuiti a bordo di navi aventi stazza lorda pari o superiore a 500 tonnellate, secondo le norme di Compagnia;
Per conseguire la qualifica di allievo ufficiale di coperta occorrono i seguenti requisiti:
- essere iscritto nelle matricole della gente di mare di prima categoria;
- aver compiuto 18 anni di età;
- essere in possesso di un diploma di scuola secondaria di II ciclo dell'istituto tecnico dei trasporti e della logistica opzione conduzione del mezzo navale, il quale fornisce le competenze di cui alla sezione A-II/1 del codice STCW, riconosciuto dal Ministero delle infrastrutture e dei trasporti. Nel caso in cui mancasse questo requisito in alternativa bisogna essere in possesso di un titolo di studio conclusivo di un percorso di secondo ciclo, integrato dal previsto modulo di allineamento di 500 ore totali finalizzato ad integrare le competenze specifiche di settore previste dalla sezione A-II/1 del codice STCW.
- aver frequentato, con esito favorevole, i corsi di addestramento base (basic training) di cui alla sezione A-VI/1 paragrafo 2 del codice STCW

All'Allievo Ufficiale di coperta al momento dell'imbarco viene consegnato, da parte della compagnia di navigazione, un libretto di addestramento conforme alle disposizioni impartite dal decreto direttoriale 30 dicembre 2004 ai sensi della Regola II/1 punto 2.2 della Convenzione STCW e della Sezione A/II/1 del Codice STCW, riguardanti i requisiti minimi obbligatori per la certificazione di ufficiali responsabili di una guardia di navigazione su navi di stazza maggiori o uguali di 500 tonnellate.

### Addestramento
I requisiti che l'allievo dovrà acquisire per poter accedere agli esami per la qualifica di ufficiale di coperta sono:
- Corsi di addestramento di base (già posseduto per poter avere accesso a bordo) ovvero PSSR - Sopravvivenza e salvataggio - Antincendio base - Antincendio avanzato - Primo soccorso sanitario - Security Awareness
- Libretto d'addestramento completato (vi vengono registrate tutte le attività svolte a bordo e mensilmente viene verificato dal 1º ufficiale e dal Comandante che vi appone la sua firma ed il timbro della nave)
- Corso radar osservatore normale
- Corso radar ARPA
- Aver effettuato 12 mesi di navigazione su navi di stazza lorda pari o superiore alle 500 GT
- Esame teorico-pratico presso una Direzione Marittima

L'allievo ufficiale di coperta a bordo non ha responsabilità e viene affiancato a un ufficiale per il suo addestramento, di solito il Primo ufficiale di coperta. L'Allievo deve familiarizzare con la nave, partecipare a tutte le manovre, deve svolgere la guardia sul ponte di comando in qualità di sott'ordine insieme all'ufficiale e al marinaio, deve imparare cosa è la navigazione, cosa è una nave, i lavori interni alla nave, le varie problematiche che si possono presentare, la sicurezza, la burocrazia, apprendendo quali sono i documenti della nave, i documenti di partenza e di arrivo in porto, i documenti per poter svolgere determinati lavori, saper svolgere in modo corretto una guardia durante la navigazione, durante le operazioni commerciali in porto, all'ancora, alla deriva, assistere gli ufficiali e il comandante quando richiesto, accompagnare l'ufficiale a leggere i pescaggi, imparare le basi per fare un piano di carico, imparare a consultare le pubblicazioni nautiche e le carte nautiche, imparare a utilizzare gli strumenti di navigazione, di gestione e monitoraggio della zavorra, deve trascorrere una settimana in sala macchine con gli ufficiali di macchina, deve stare per un certo periodo con il nostromo per acquisire manualità con i lavori di coperta, deve partecipare alle esercitazioni previste per l'equipaggio, deve completare durante i 12 mesi il manuale di addestramento, requisito per poter partecipare agli esami per Ufficiale di navigazione, deve acquisire padronanza della lingua inglese e acquisire tutte quelle caratteristiche professionali e umane necessarie per svolgere la sua attività di ufficiale a bordo di una nave.
Su alcune navi da crociera degli allievi ufficiali si occupa un ufficiale incaricato dell'addestramento del personale; durante il primo imbarco non vengono svolte dagli allievi guardie sul ponte di comando, ma dei corsi specifici sopra la nave, nei quali gli allievi vengono istruiti secondo un programma di bordo preordinato.

## Nautica da diporto

### Allievo ufficiale di navigazione del diporto
Per conseguire la qualifica di allievo ufficiale di navigazione del diporto occorrono i seguenti requisiti: 
- aver compiuto i 16 anni di età;
- aver assolto l'obbligo scolastico ai sensi dell'articolo 8 della legge 31 dicembre 1962, n. 1859;
- essere iscritto nelle matricole della gente di mare di prima categoria.

### Fonti normative internazionali
- Legge 21 novembre 1985, n. 739, in materia di "Adesione alla convenzione del 1978 sulle norme relative alla formazione della gente di mare, al rilascio dei brevetti ed alla guardia."
- Decreto del presidente della Repubblica 8 novembre 1991, n. 435, in materia di "Approvazione del regolamento per la sicurezza della navigazione e della vita umana in mare."
- Decreto legislativo 7 luglio 2011, n. 136, in materia di "Attuazione della direttiva 2008/106/CE concernente i requisiti minimi di formazione per la gente di mare."
- Decreto legislativo 12 maggio 2015, n. 71, in materia di "Attuazione della direttiva 2012/35/UE, che modifica la direttiva 2008/106/CE, concernente i requisiti minimi di formazione della gente di mare."

### Testi
- Serena Cantoni,  Sali a bordo. Perché scegliere la carriera marittima (archiviato dall'url originale il 3 giugno 2016).. Ministero dei trasporti e della navigazione, Roma.